# Hidrokortizon
A hidrokortizon a mellékvesekéreg által termelt glükokortikoid gyógyászati neve. A glükokortikoidokra jellemzően gyulladáscsökkentő és antiallergiás hatású. A glükokortikoidok a szénhidrát anyagcserét befolyásoló szteroid hormonok.
A glükokortikoidok gyógyszertani hatása a szervezet bizonyos fehérjéi előállításának szabályozásán alapul. Ez a sokrétű biológiai hatás a szervezet stressz-helyzetekhez való élettani alkalmazkodását szolgálja: csökken a szőlőcukor felvétele és felhasználása, fokozódik a glükoneogenezis (hiperglikémia). Fokozódik a glikogénlebontás (elsősorban a májban), amelynek oka a vércukorszint-emelkedés hatására bekövetkező inzulinkiválasztás növekedése (anabolikus hatás(en)). Csökken a fehérjeszintézis, nő a fehérjelebontás az izomban (katabolikus hatás), a csontokban (csontritkulás) és a bőrben. Permisszív hatást gyakorolnak a zsírlebontásra. Csökkentik a véredények tágulatát, a vaszkuláris permeabilitást, az ödémaképződést. Számos glükokortikoid-receptor található az agyszövetben és a szívben is. A tüdőben fokozzák a béta adrenerg(en) választ, a hörgőtágulatot, és csökkentik a tüdőerek ellenállását.
Magasabb dózisban gátolják a kortikotropin kiválasztást, hypoadreniás állapotban fokozzák a glomerulus filtrációt(en) és a vizeletkiválasztást, és növelik az fekélyek előfordulási gyakoriságát. Antiallergiás és gyulladáscsökkentő hatásukat a fiziológiásnál magasabb dózisban fejtik ki.
A kortikoszteroid molekula zsírsavakkal történő észterezése a 17 és 21-es pozícióban jelentősen növeli a bőrre gyakorolt hatást. A 16 és 17-es pozícióban levő gyűrűs acetonid forma fokozza a helyi gyulladáscsökkentő aktivitást a szisztémás glükokortikoid hatás növelése nélkül. A molekula fluorozása tovább fokozza a helyi aktivitást.
Amennyiben többféle lehetséges okból krónikusan megnövekszik a vér kortizolszintje, Cushing-szindróma alakul ki, mely embereknél és állatoknál, leggyakrabban kutyáknál fordul elő.

## Farmakokinetikai tulajdonságok
A Hydrocortison kenőccsel farmakokinetikai vizsgálatokat nem végeztek. A hatóanyag lokálisan alkalmazva is a szisztémás hatás kialakulásához elegendő mennyiségben szívódhat fel. Biológiai felezési ideje kb. 100 perc. Több mint 90%-ban kötődik a plazma proteinekhez. Átjut a méhlepényen.
A hidrokortizon a májban metabolizálódik tetrahidrokortizon és tetrahidrokortizol formájában. Ezek a metabolitok a vizelettel választódnak ki konjugált formában.
Reprodukciós toxicitási vizsgálatokban fetotoxikus hatást, fejlődési rendellenességeket (szájpadhasadék), valamint jelentős retardációt figyeltek meg az utódok növekedésében, fejlődésében. Bár a humán gyógyászatban a hidrokortizon alkalmazása során hasonló toxikus hatásokra utaló jeleket nem tapasztaltak, tartós kortikoszteroid terápia esetén a retardált méhen belüli fejlődés kockázata megnövekedhet.
A VIII. Magyar Gyógyszerkönyvben  Hydrocortisonum     néven hivatalos.  

## Védjegyezett nevű készítmények
- Cortef
- Oxycort
- Pimafucort
- Posterisan Forte
- Solu-Cortef
- Laticort
- Locoid (Yamanouchi Pharmaceutical)

## Forrás
- Gyógyszerészi kémia. Szerkesztette: Fülöp Ferenc, Noszál Béla, Szász György, Takácsné Novák Krisztina. Budapest: Semmelweis Kiadó. 2010.   613–614. o. ISBN 978 963 9879 56 0